# Camión Internacional del Año

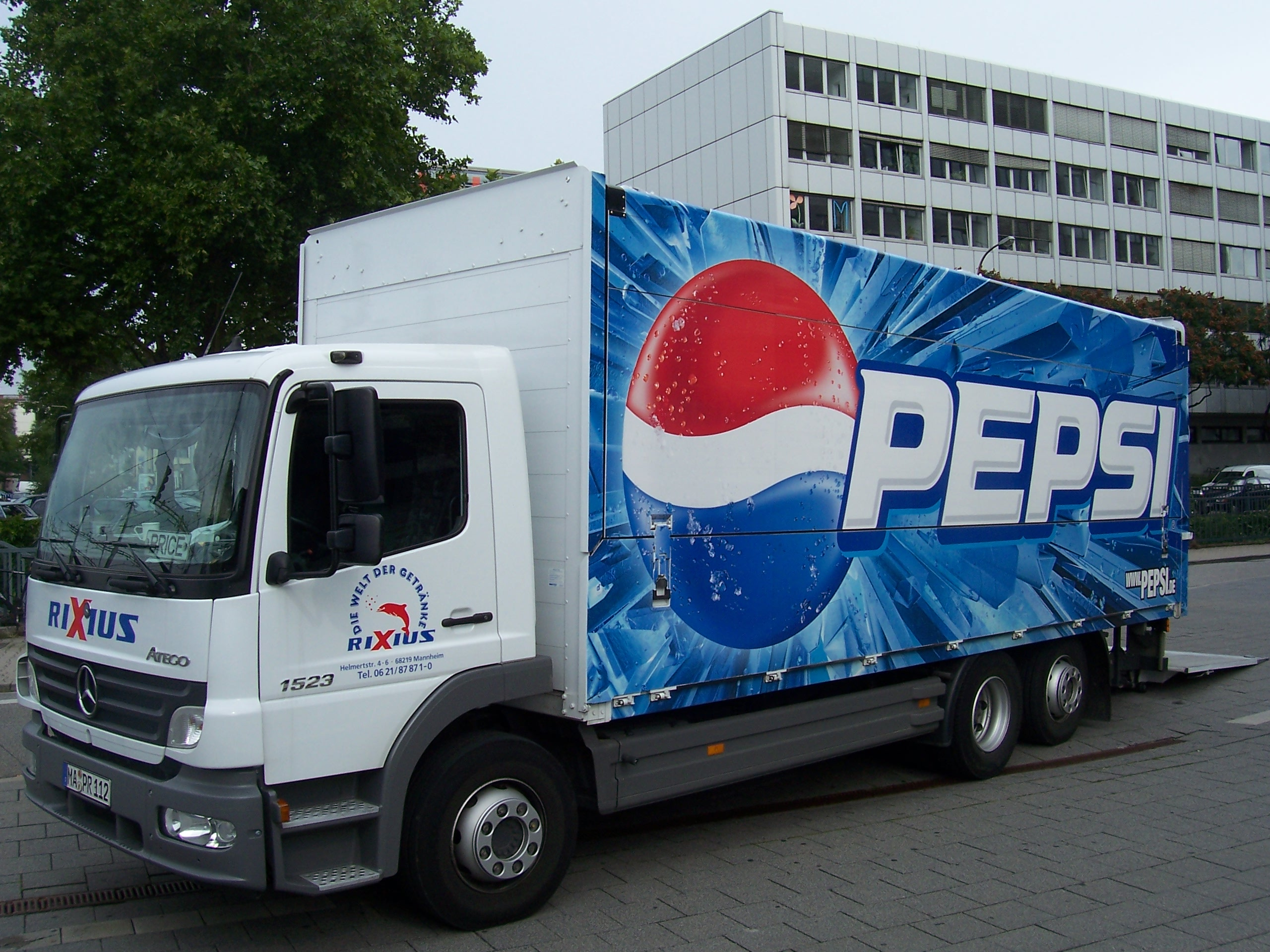
Caja de camiones rígidos, Mercedes-Benz Atego (primera generación), Mercedes-Benz Atego 1523, Pepsi camiones de reparto

Camión Internacional del Año (en inglés: International Truck of the Year) es la denominación de un premio internacional otorgado al mejor camión del año. El jurado está compuesto por periodistas de diferentes publicaciones especializadas del sector, y selecciona el mejor camión del año de entre todos los que aparecen en el mercado europeo.

## Premiados
| Año  | País           | Fabricante               | Modelo              | Grupo                   |
| ---- | -------------- | ------------------------ | ------------------- | ----------------------- |
| 2023 | Países Bajos   | DAF                      | XD                  | Paccar Inc.             |
| 2022 | Países Bajos   | DAF                      | XF, XG & XG+        | Paccar Inc.             |
| 2021 | Alemania       | MAN                      | TGX II              | MAN AG                  |
| 2020 | Alemania       | Mercedes-Benz            | Actros Mp V         | Daimler AG              |
| 2019 | Estados Unidos | Ford                     | F-Max               | Ford Motor Company      |
| 2018 | Países Bajos   | DAF                      | CF & XF             | Paccar Inc.             |
| 2017 | Suecia         | Scania                   | R/S                 | Volkswagen AG           |
| 2016 | Italia         | Iveco                    | Eurocargo           | CNH Industrial          |
| 2015 | Francia        | Renault                  | T                   | Renault Trucks          |
| 2014 | Suecia         | Volvo                    | FH IV               | AB Volvo                |
| 2013 | Italia         | Iveco                    | Stralis Hi-Way      | CNH Industrial          |
| 2012 | Alemania       | Mercedes-Benz            | Actros Mp IV        | Daimler AG              |
| 2011 | Alemania       | Mercedes-Benz            | Atego III           | Daimler AG              |
| 2010 | Suecia         | Scania                   | R II                | Volkswagen AG           |
| 2009 | Alemania       | Mercedes-Benz            | Actros Mp III       | Daimler AG              |
| 2008 | Alemania       | MAN                      | TGS/TGX I           | MAN AG                  |
| 2007 | Países Bajos   | DAF                      | XF 105              | Paccar Inc.             |
| 2006 | Alemania       | MAN                      | TGL I               | MAN AG                  |
| 2005 | Suecia         | Scania                   | R I                 | Scania AB               |
| 2004 | Alemania       | Mercedes-Benz            | Actros Mp II        | DaimlerChrysler AG      |
| 2003 | Italia         | Iveco                    | Stralis             | Fiat S.p.A.             |
| 2002 | Países Bajos   | DAF                      | LF I                | Paccar Inc.             |
| 2001 | Alemania       | MAN                      | TGA                 | MAN AG                  |
| 2000 | Suecia         | Volvo                    | FH 98               | AB Volvo                |
| 1999 | Alemania       | Mercedes-Benz            | Atego I             | DaimlerChrysler AG      |
| 1998 | Países Bajos   | DAF                      | 95XF                | Paccar Inc.             |
| 1997 | Alemania       | Mercedes-Benz            | Actros Mp I         | Daimler-Benz AG         |
| 1996 | Suecia         | Scania                   | Serie 4             | Scania AB               |
| 1995 | Alemania       | MAN                      | F2000               | MAN AG                  |
| 1994 | Suecia         | Volvo                    | FH I                | AB Volvo                |
| 1993 | Italia         | Iveco                    | Eurotech            | Fiat S.p.A.             |
| 1992 | Italia         | Iveco                    | Eurocargo           | Fiat S.p.A.             |
| 1991 | Francia        | Renault                  | Magnum I/AE         | Renault                 |
| 1990 | Alemania       | Mercedes-Benz            | SK                  | Daimler-Benz AG         |
| 1989 | Suecia         | Scania                   | Serie 3             | Saab-Scania AB          |
| 1988 | Países Bajos   | DAF                      | 95                  | DAF NV                  |
| 1987 | Alemania       | MAN                      | F90                 | MAN AG                  |
| 1986 | Suecia         | Volvo                    | FL                  | AB Volvo                |
| 1985 | Alemania       | Mercedes-Benz            | LN2                 | Daimler-Benz AG         |
| 1984 | Suecia         | Volvo                    | Volvo F10           | AB Volvo                |
| 1983 | Francia        | Renault                  | Renault G260/290    | Renault                 |
| 1982 | Estados Unidos | Ford                     | Ford Cargo          | Ford Motor Company      |
| 1981 | Reino Unido    | Leyland Vehicles Limited | Leyland T45         | British Leyland         |
| 1980 | Alemania       | MAN                      | 321                 | Gutehoffnungshütte      |
| 1979 | Suecia         | Volvo                    | F7                  | AB Volvo                |
| 1978 | Alemania       | MAN                      | 280                 | Gutehoffnungshütte      |
| 1977 | Reino Unido    | Seddon Atkinson          | Seddon Atkinson 200 | International Harvester |